# كاسوبوليس (ميشيغان)
كاسوبوليس (بالإنجليزية: Cassopolis, Michigan)‏ هي منطقة سكنية تقع في الولايات المتحدة في مقاطعة كاس (ميشيغان). يقدر عدد سكانها بـ 1,774 نسمة ومساحتها 5.83 كم2 ووترتفع عن سطح البحر 271 متر.

## التركيبة السكانية
قام مكتب تعداد الولايات المتحدة بتحديد بيانات التركيبة السكانية لكاسوبوليس في تعداد الولايات المتحدة. في ما يلي، التركيبة السكانية حسب تعدادي 2000 و2010.

### تعداد عام 2000
بلغ عدد سكان كاسوبوليس 1,740 نسمة بحسب تعداد عام 2000، وبلغ عدد الأسر 703 أسرة وعدد العائلات 437 عائلة مقيمة في القرية.
وتوزع التركيب العرقي للقرية بنسبة 54.60% من البيض و 0.57% من الأمريكيين الأصليين و 3.62% من الأمريكيين ذوي الأصول الآسيوية و 32.59% من الأمريكيين الأفارقة و 7.82% من عرقين مختلطين أو أكثر.
بلغ عدد الأسر 703 أسرة كانت نسبة 33.4% منها لديها أطفال تحت سن الثامنة عشر تعيش معهم، وبلغت نسبة الأزواج القاطنين مع بعضهم البعض 40.4% من أصل المجموع الكلي للأسر، ونسبة 16.6% من الأسر كان لديها معيلات من الإناث دون وجود شريك، وكانت نسبة 37.7% من غير العائلات. تألفت نسبة 33.9% من أصل جميع الأسر من أفراد ونسبة 11.8% كانوا يعيش معهم شخص وحيد يبلغ من العمر 65 عاماً فما فوق. وبلغ متوسط حجم الأسرة المعيشية 3.13، أما متوسط حجم العائلات فبلغ 2.47.
بلغ العمر الوسطي للسكان 34 عاماً. وكانت نسبة 8.7% بين الثامنة عشر والأربعة وعشرون عاماً، ونسبة 29.0% كانت واقعةً في الفئة العمرية ما بين الخامسة والعشرون حتى والأربعة وأربعون عاماً، ونسبة 21.1% كانت ما بين الخامسة والأربعون حتى الرابعة والستون، ونسبة 11.1% كانت ضمن فئة الخامسة والستون عاماً فما فوق. يوجد لكل 100 أنثى 89.3 ذكر، ويوجد لكل 100 أنثى في الثامنة عشر من عمرها فما فوق 83.2 ذكر.
بلغ متوسط دخل الأسرة في القرية 28,696 دولار، أما متوسط دخل العائلة فبلغ 37,348 دولار. وكان متوسط دخل الذكور 29,688 دولار مقابل 21,036 دولار للإناث. وسجل دخل الفرد الخاص بالقرية 14,359 دولار. وكانت نسبة 9.4% من العائلات ونسبة 13.9% من السكان تحت خط الفقر، وكان من هؤلاء نسبة 13.8% تحت سن الثامنة عشر ونسبة 13.5% في الخامسة والستين من العمر وما فوق.

### تعداد عام 2010
بلغ عدد سكان كاسوبوليس 1,774 نسمة بحسب تعداد عام 2010، وبلغ عدد الأسر 709 أسرة وعدد العائلات 384 عائلة مقيمة في القرية. في حين سجلت الكثافة السكانية 887.0 نسمة لكل ميل مربع (342.5/كم2). وبلغ عدد الوحدات السكنية 833 وحدة بمتوسط كثافة قدره 416.5 لكل ميل مربع (160.8/كم2).
وتوزع التركيب العرقي للقرية بنسبة 60.0% من البيض و 1.1% من الأمريكيين الأصليين و 2.4% من الأمريكيين ذوي الأصول الآسيوية و 0.1% من سكان جزر المحيط الهادئ و 29.3% من الأمريكيين الأفارقة و 5.6% من عرقين مختلطين أو أكثر.
بلغ عدد الأسر 709 أسرة كانت نسبة 32.9% منها لديها أطفال تحت سن الثامنة عشر تعيش معهم، وبلغت نسبة الأزواج القاطنين مع بعضهم البعض 31.5% من أصل المجموع الكلي للأسر، ونسبة 15.8% من الأسر كان لديها معيلات من الإناث دون وجود شريك، بينما كانت نسبة 6.9% من الأسر لديها معيلون من الذكور دون وجود شريكة وكانت نسبة 45.8% من غير العائلات. تألفت نسبة 40.8% من أصل جميع الأسر من أفراد ونسبة 17.7% كانوا يعيش معهم شخص وحيد يبلغ من العمر 65 عاماً فما فوق. وبلغ متوسط حجم الأسرة المعيشية 3.15، أما متوسط حجم العائلات فبلغ 2.32.
بلغ العمر الوسطي للسكان 35.4 عاماً. وكانت نسبة 25.5% من القاطنين تحت سن الثامنة عشر، وكانت نسبة 10.5% بين الثامنة عشر والأربعة وعشرون عاماً، ونسبة 28.1% كانت واقعةً في الفئة العمرية ما بين الخامسة والعشرون حتى والأربعة وأربعون عاماً، ونسبة 22.8% كانت ما بين الخامسة والأربعون حتى الرابعة والستون، ونسبة 13.4% كانت ضمن فئة الخامسة والستون عاماً فما فوق. وتوزع التركيب الجنسي للسكان بنسبة 50.3% ذكور و49.7% إناث.